# George Kaczender
George Kaczender est un réalisateur canadien né en 1933 à Budapest (Hongrie), et mort le 24 août 2016.

## Filmographie partielle
- 1969 : Seuls les enfants étaient présents (Don't Let the Angels Fall)
- 1973 : La Fille en bleu (U-Turn)
- 1978 : Les Femmes de 30 ans (In Praise of Older Women)
- 1980 : Les Espions dans la ville
- 1981 : Au-delà de cette limite votre ticket n'est plus valable (Your Ticket Is No Longer Valid)
- 1981 : Chanel solitaire (Coco Chanel)
- 1987 : Prettykill
- 1995 : Disparu (Vanished)
- 1996 : Maternal Instincts